# Mahir Sağlık
Mahir Sağlık (Paderborn, 1983. január 18. –) német születésű török labdarúgó, csatár.

## Pályafutása
A 178 centiméter magas támadó, 1983. január 18-án született a németországi Paderbornban. Pályafutását szülővárosában kezdte 2001-ben, ahol 3 év alatt 51 mérkőzésen 21 gólt szerzett. Ezek után megfordult a Borussia Dortmund II. csapatában (30 meccs 12 találat), az osztrák Admira Wackerben. 2006-2007-ben az 1. FC Saarbrückenben 28 meccsen 15-ször talált az ellenfelek hálójába.
Ezután a Wuppertaler, a Wolfsburg, a Karlsruhe (kölcsönben) csapatai következtek. 2009-ben szintén kölcsönben visszatért szülővárosa csapatába, ahol 27/15-ös mutatóval zárt. 2010-ben a Bochum, és a St. Pauli után 2013-ban ismét hazatért a Padebornba, ahol 2016 nyarán lejárt szerződését nem hosszabbította meg. 2014-ben a német másodosztály gólkirálya volt. 2016 nyarán szerződtette a Vasas SC.

## Sikerei, díjai
- VfL Wolfsburg:
  - Bundesliga: 2008–09
- Egyéni:
  - Bundesliga 2 gólkirály: 2013–14 (15 gól)
  - Regionalliga gólkirály: 2007-08 (27 gól)